# Đảo chắn

Đảo chắn trong tương quan so sánh với các địa hình ven biển khác

Đảo chắn là những dải cát và trầm tích tương đối hẹp chạy song song với bờ biển và thường hợp thành từng chuỗi gồm từ vài đảo đến hơn một tá. Nếu không kể những lạch triều chia cắt các đảo thì một chuỗi đảo chắn có thể trải dài liên tục trên một trăm kilômét. Trong số 2.149 đảo chắn trên toàn cầu thì Hoa Kỳ là quốc gia sở hữu nhiều đảo chắn nhất với con số tổng cộng là 405 đảo, trong đó đảo chắn dài nhất và rộng nhất thế giới được biết đến là đảo Padre thuộc tiểu bang Texas của nước này. Ngoài ra, Brasil là quốc gia sở hữu chuỗi đảo chắn dài nhất thế giới với 54 đảo chắn trải dài 571 km dọc theo một dải rừng ngập mặn ven biển. Chiều dài và chiều rộng của các đảo chắn nói riêng cũng như toàn bộ địa mạo dải chắn ven bờ có mối quan hệ với các yếu tố như biên độ triều, năng lượng sóng, nguồn cung trầm tích, mực nước biển,...
Có thể tìm thấy các chuỗi đảo chắn dọc theo khoảng 13% dải bờ biển của thế giới.. Trong đó một số đảo chắn thể hiện những đặc điểm khác nhau. Điều này cho thấy rằng đảo chắn hình thành và duy trì trong nhiều điều kiện môi trường khác biệt. Con người đã đưa ra hàng loạt lý thuyết để giải thích cơ chế hình thành đảo chắn.

## Hình thành

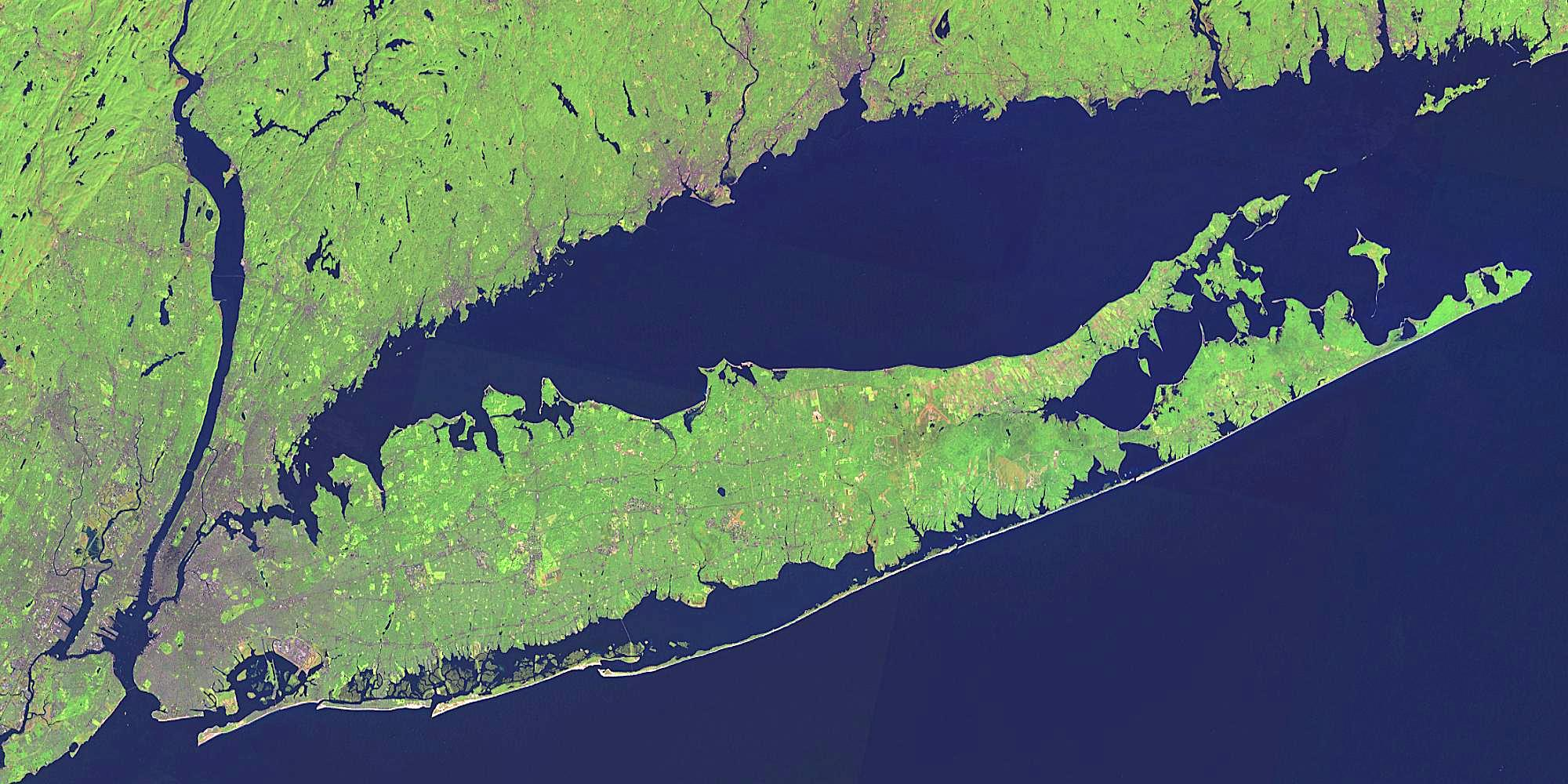
Dải chắn ngoài, còn gọi là quần đảo chắn thành phố New York và Long Island

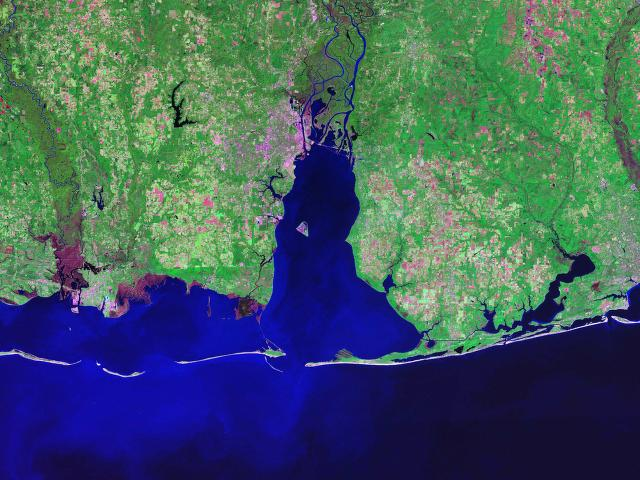
Hệ thống đảo chắn Mississippi-Alabama tại khu vực vịnh Mobile và Mississippi Sound

Trong hơn 150 năm qua, vô số nhà khoa học đã đề xuất các lời giải thích về sự phát triển của đảo chắn. Có thể chia số này làm ba lý thuyết chính: lý thuyết dải chắn ngoài khơi, lý thuyết bồi tụ mũi nhô và lý thuyết chìm ngập. Tuy nhiên, không một lý thuyết đơn lẻ nào có đủ khả năng giải thích sự phát triển của toàn bộ đảo chắn phân bố dọc các bờ biển trên Trái Đất, và các nhà khoa học tán thành quan điểm cho rằng đảo chắn (bao gồm các loại địa hình chắn khác) hình thành theo nhiều cơ chế khác nhau.
Tuy nhiên, có một số điều kiện chung cần thiết cho sự hình thành của đảo chắn. Thứ nhất, hệ thống đảo chắn phát triển dễ dàng nhất tại các bờ biển bị chi phối chủ yếu bởi sóng và có biên độ triều ở mức từ nhỏ đến trung bình. Cần biết rằng bờ biển được phân làm ba loại căn cứ vào biên độ triều là biên độ triều nhỏ (0–2 m), biên độ triều trung bình (2–4 m) và biên độ triều lớn (trên 4 m). Có một xu hướng vượt trội là đảo chắn sẽ hình thành ở các bờ biển có biên độ triều nhỏ; tại đây chúng phát triển mạnh và gần như là không bị gián đoạn. Theo Boggs (2006), rất hiếm khi gặp đảo chắn ở các bờ biển có biên độ triều lớn, nhưng Stutz & Pilkey (2011) nêu ra ví dụ về các đảo chắn gần châu thổ sông Gurupi ở phía bắc Brasil, theo đó các đảo này hình thành nơi biên độ triều từ 4 đến 7 m. Lời giải thích cho hiện tượng này là nguồn cung cát dồi dào dọc bờ biển xích đạo Brasil đã bù đắp cho lượng cát bị xói mòn do thủy triều lớn. Thứ hai, đi kèm với một bờ biển có biên độ triều nhỏ và bị sóng biển chi phối thì thềm đất phải có độ dốc tương đối nhỏ. Nếu không, sự tích tụ cát để hình thành đê cát sẽ không diễn ra mà thay vào đó số cát này sẽ bị phân tán khắp bờ biển. Do vậy, nguồn cung trầm tích phong phú là điều kiện cần phải có để hình thành nên đảo chắn. Cuối cùng, sự ổn định của mực nước biển là một yêu cầu lớn phải được đáp ứng, theo đó điều đặc biệt quan trọng là mực nước biển phải giữ hầu như không đổi trong quá trình đảo chắn hình thành và phát triển. Nếu mực biển thay đổi quá mạnh thì sóng sẽ không có đủ thời gian để tích tụ đủ cát cho sự hình thành cồn cát mà sau này sẽ thành đảo chắn thông qua quá trình bồi đắp thêm. Có thể thấy rằng, mực nước biển ổn định không thay đổi là điều kiện giúp sóng có thể tập trung cát lại một địa điểm.

### Lý thuyết dải chắn ngoài khơi
Một trong những ý tưởng ra đời sớm nhất để lý giải sự hình thành đảo chắn đã được nhà khoa học người Pháp Elie de Beaumont xuất bản vào năm 1845. Theo ông, sóng chuyển động vào những vùng nước nông đã khuấy cát lên và tích tụ chúng lại dưới dạng đê cát ngầm sau khi năng lượng sóng đã tiêu hao gần hết. Do các đê cát bồi tụ theo chiều đứng nên dần dần chúng vươn lên khỏi mặt biển và trở thành đảo chắn.

### Lý thuyết bồi tụ mũi nhô
Năm 1885, nhà địa chất người Mỹ Grove Karl Gilbert lần đầu tiên đưa ra lý lẽ rằng trầm tích tạo nên dải chắn đến từ các nguồn ở dọc bờ. Theo ông, các trầm tích đi vào đới sóng vỡ thông qua quá trình khuấy trộn của sóng dòng chảy dọc bờ sẽ tạo nên các mũi nhô trải dài từ những mũi đất song song với bờ biển. Sau này, sóng biển trong các cơn bão sẽ xâm thực các mũi nhô và tạo nên các đảo chắn.

### Lý thuyết chìm ngập

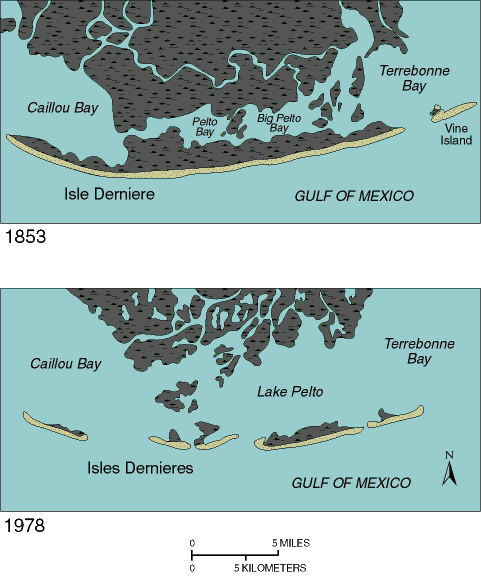
Isles Dernieres vào năm 1853 và năm 1978. Sóng biển trong một cơn bão vào năm 1856 đã nhấn chìm phần lớn đảo Isles Dernieres và biến nó thành các đảo chắn nhỏ hơn.

Năm 1890, William John McGee cho rằng bờ biển miền Đông và bờ biển ven vịnh Mexico của Hoa Kỳ đang trải qua giai đoạn chìm ngập xuống mà bằng chứng là có nhiều thung lũng sông đã chìm xuống ở dọc các bờ biển này, bao gồm vịnh Raritan, vịnh Delaware và vịnh Chesapeake. Ông tin rằng trong quá trình chìm ngập, các gờ ven biển đã bị tách khỏi đất liền và đầm phá đã hình thành ở phía sau các gờ này. McGee dẫn ra các ví dụ về hệ thống đảo chắn Mississippi-Alabama (bao gồm đảo Cat, đảo Ship, đảo Horn, đảo Petit Bois và Dauphin) để minh hoạ rằng hiện tượng bờ biển chìm xuống đã tạo nên đảo chắn. Tuy nhiên, về sau người ta đã chỉ ra sự sai lầm trong lý thuyết của ông khi các phương tiện nghiên cứu địa tầng học ven biển và tuổi thọ trầm tích càng ngày càng trở nên chuẩn xác.
Hoạt động sóng dọc theo bờ biển Louisiana đã làm biến cải những khoảng lồi cũ của đồng bằng sông Mississippi và tạo nên những phức hợp gờ bờ biển. Quá trình chìm ngập của những đồng lầy phía sau các dải chắn đã tiếp tục kéo dài, khiến những khu vực đất ngập nước ngày nào hoàn toàn biến thành các vùng nước.

## Tầm quan trọng về sinh thái
Đảo chắn đóng vai trò to lớn trong việc giảm nhẹ ảnh hưởng của các cơn sóng cũng như các cơn bão đối với hệ thống sông ngòi ở mặt sau của đảo chắn. Nhờ vậy, tuỳ thuộc vào điều kiện môi trường xung quanh mà nhiều hệ thống đầm phá, cửa sông và/hoặc đồng lầy có thể phát triển tại khu vực này. Nếu không đảo chắn thì những vùng đất ngập nước này sẽ không thể tồn tại nổi và sẽ bị sóng biển, thủy triều hàng ngày cũng như các trận bão huỷ diệt. Hệ thống đảo chắn Louisiana là một ví dụ nổi bật minh hoạ cho tầm quan trọng của đảo chắn đối với hệ sinh thái.